# Carl Johann von Numers
Carl Johann von Numers (* 20. März 1757 auf Magnushof bei Riga; † 22. Oktober 1822 in Idwen, Livland, heute Idus in Lettland) war ein deutsch-baltischer Soldat in Kaiserlich Russischen Diensten und Landmarschall von Livland.

## Leben
Numers entstammte einer ursprünglich Lübecker Familie, die 1653 in der Stadt Narwa lebend in Person des dortigen Bürgermeisters Lorentz Numers schwedisch nobilitiert worden war. Sein Vater war der in russischen Diensten stehende damalige Generalmajor Gustav von Numers (1715–1780), seine Mutter eine geborene von Budberg.
Er studierte ab 1773 an der Universität Göttingen und gehörte dort neben der Kurländischen Landsmannschaft seit September 1775 auch dem einflussreichen Studentenorden „ZN“ an. Seine Studien schloss er 1776 an der Universität Straßburg ab. 1776 schlug er die Militärlaufbahn in russischen Diensten beim Landkadettenkorps in Sankt Petersburg ein. Er nahm 1795 oder 1797 seinen Abschied als Oberstleutnant. Im Jahr 1780 war bereits das Gut Idwen, das die Familie 1762 von Kaiserin Katharina II. von Russland geschenkt erhalten hatte, auf ihn übergegangen. Nach einer Zeit als Oberdirektionsrat der livländischen adligen Güterkredit-Sozietät 1803–1805 und einem anschließenden Auslandsaufenthalt nahm er 1806 die Eigenbewirtschaftung von Idwen auf. Er war 1806–1809 Landmarschall von Livland, 1809–1822 Landrat und 1811–1812 auch vikarischer Landmarschall.
Carl Johann von Numers war seit 1784 mit Louise Christina von Patkul verheiratet.